# Kobe Goossens
Kobe Goossens (Lovaina, Bélgica, 29 de abril de 1996) é um ciclista belga que atualmente corre para a equipa Lotto Soudal de categoria UCI WorldTeam depois de seu passo pelas categorias inferiores da equipa.
Em 2020 foi anunciado para participar na Volta a Espanha, o que supôs a sua estreia numa grande volta.

## Palmarés
- 2019
  - Tour de Jura, mais 1 etapa

## Resultados em Grandes Voltas
| Corrida | Corrida         | 2020 |
| ------- | --------------- | ---- |
|         | Giro d'Italia   | —    |
|         | Tour de France  | —    |
|         | Volta a Espanha |      |

—: não participa
Ab.: abandono